# Hanuš z Lipé
Hanuš z Lipé (14. století? – 1415 Brno) byl český šlechtic a válečník z rodu pánů z Lipé, který krátce před svou smrtí zastával funkci nejvyššího maršálka Království českého.

## Život
Byl třetím synem Jindřicha III. z Lipé a jeho manželky Ofky z Kravař. Poprvé je doložen v roce 1397.
Hanuš, jeho otec a jeho bratři byli po smrti Jana Ješka Ptáčka z Pirkštejna uvedeni do správy panství Rataje nad Sázavou, neboť dědic statků Jan Ptáček z Pirkštejna ještě nebyl plnoletý. Na Ratajích, respektive na hradě Pirkštejně, Hanuš následně sídlil. Během tzv. moravských markraběcích válek přivítal v roce 1403 v Ratajích Racka Kobylu ze Dvorce a některé další přeživší po útoku Zikmunda Uherského na hrad Stříbrná Skalice.
Hanuš býval často zadlužen, a tak ze svého sídla v Ratajích řídil útoky na královské statky, což mu vyneslo pověst loupeživého rytíře.
Dne 1. února 1412 dostal Hanuš příkaz postoupit své državy Janu Ptáčkovi z Pirkštejna, právoplatnému dědici, přesto si však udržel obec Senohrady. V roce 1414 byl jmenován nejvyšším maršálkem Království českého. Po upálení Jana Husa v Kostnici podepsal s řadou dalších českých šlechticů 2. září 1415 tzv. Stížný list českých a moravských pánů do Kostnice, kterým se česká šlechta postavila proti popravě českého kněze.
Později téhož roku v Brně zemřel. Pohřben byl v kostele sv. Matouše v Ratajích nad Sázavou.

## V populární kultuře
Na osobnosti Hanuše z Lipé je založen charakter pana Hanuše z Lipé, postavy z videohry Kingdom Come: Deliverance z roku 2018. Hlas postavě propůjčil herec Peter Hosking. V českém znění jej daboval šéfdesigner Daniel Vávra, který je taktéž reálnou předlohou pro jeho herní podobu.